# Txamlik
El riu Txamlik - Чамлык (rus) - és un riu que passa pel krai de Krasnodar, a Rússia. És un afluent per la dreta del Labà, que és tributari del riu Kuban.
Té uns 159 km de llargària. Neix als vessants septentrionals de la muntanya Txorni al vessant nord del Caucas, entre Otvàjnaia i Bestràixnaia. Al seu curs superior, en què predomina en direcció nord, té característiques de riu de muntanya, mentre que al seu curs mitjà i inferior, en què predomina la direcció nord-oest, és un riu d'estepa. Té importància en el sistema de regadiu de l'estepa de Labinsk, atès que porta molta aigua durant les temporades de primavera i tardor. Desemboca a la vora dreta del Labà a l'alçada de Temirgóievskaia.
En el seu curs, des del naixement fins a la desembocadura, passa per les següents viles: Upórnaia, Sladki, Rozovi, Voznessénskaia, Ierióminskaia, Khatxivan, Khlebodarovski, Sokolikhin, Novolabinski, Txamlikskaia, Loboda, Konstantínovskaia, Kràsnoie Pole, Mikhàilovskaia, Kràsnoie Znàmia, Petropàvlovskaia i Temirgóievskaia.